# Skägglav
Skägglav (Usnea dasopoga, tidigare Usnea filipendula) är en lavart som beskrevs av Erik Acharius och William Nylander. 
Skägglaven ingår i släktet Usnea och familjen Parmeliaceae.   Inga underarter finns listade i Catalogue of Life.

## Bildgalleri

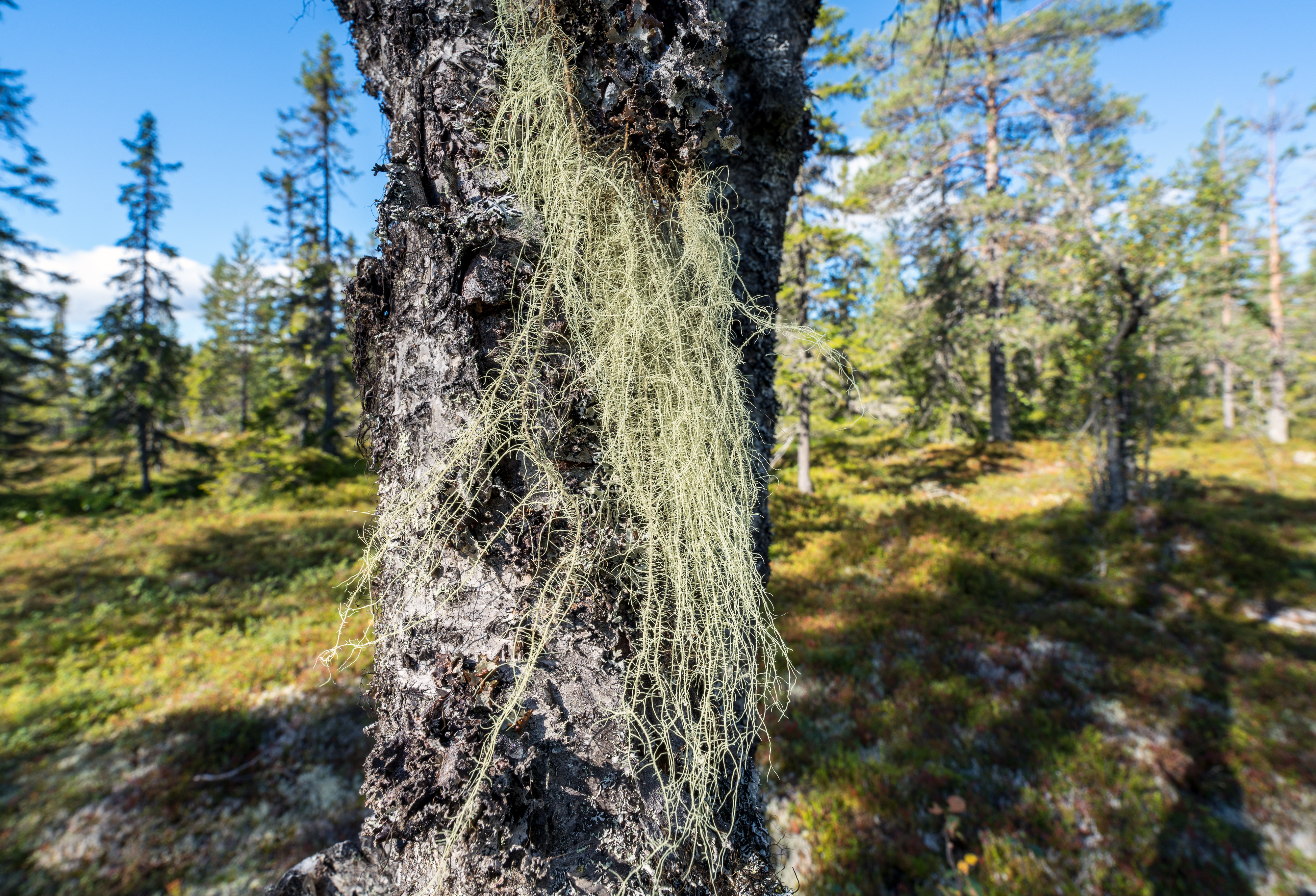
Skägglav på björk.
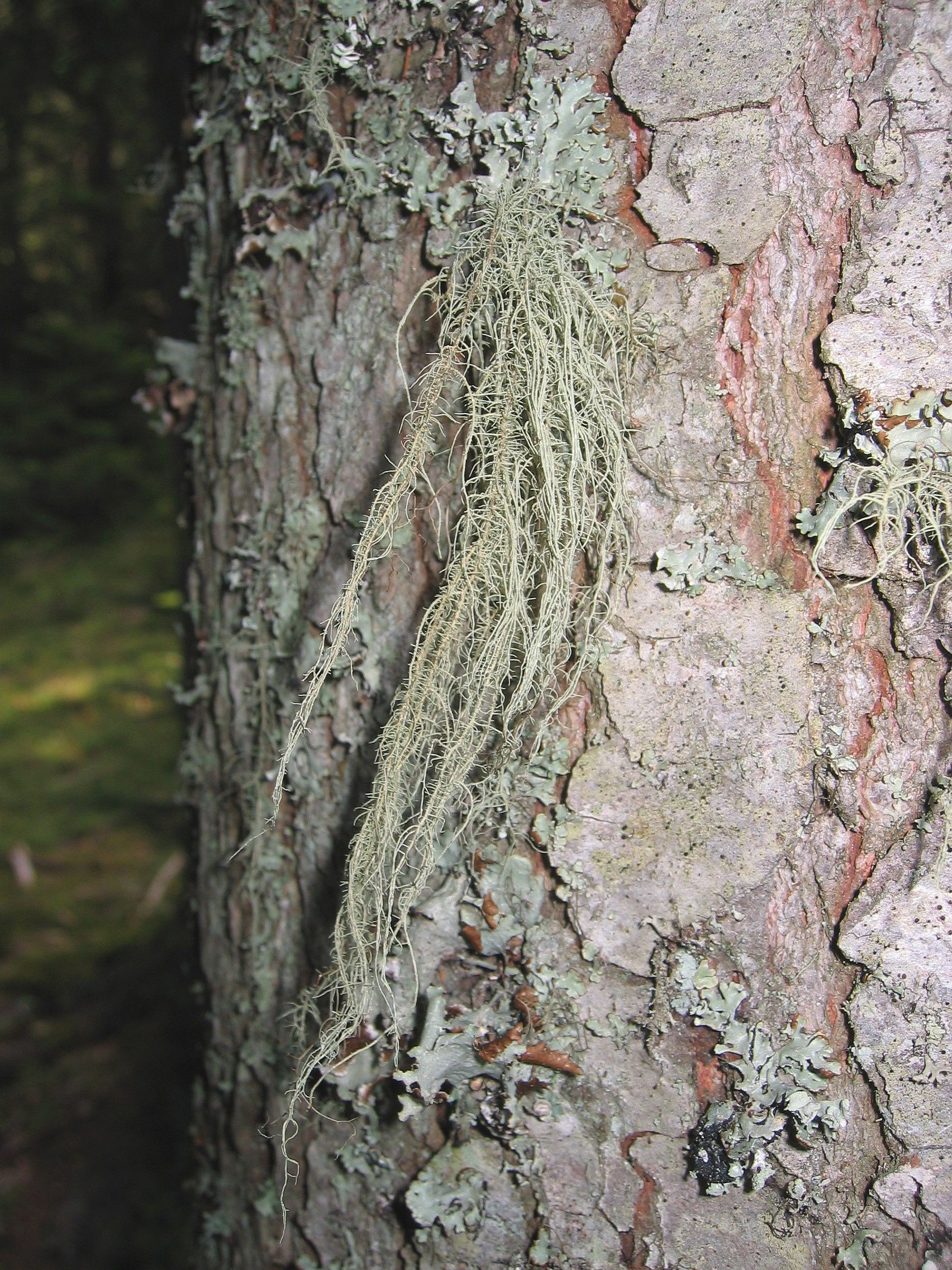
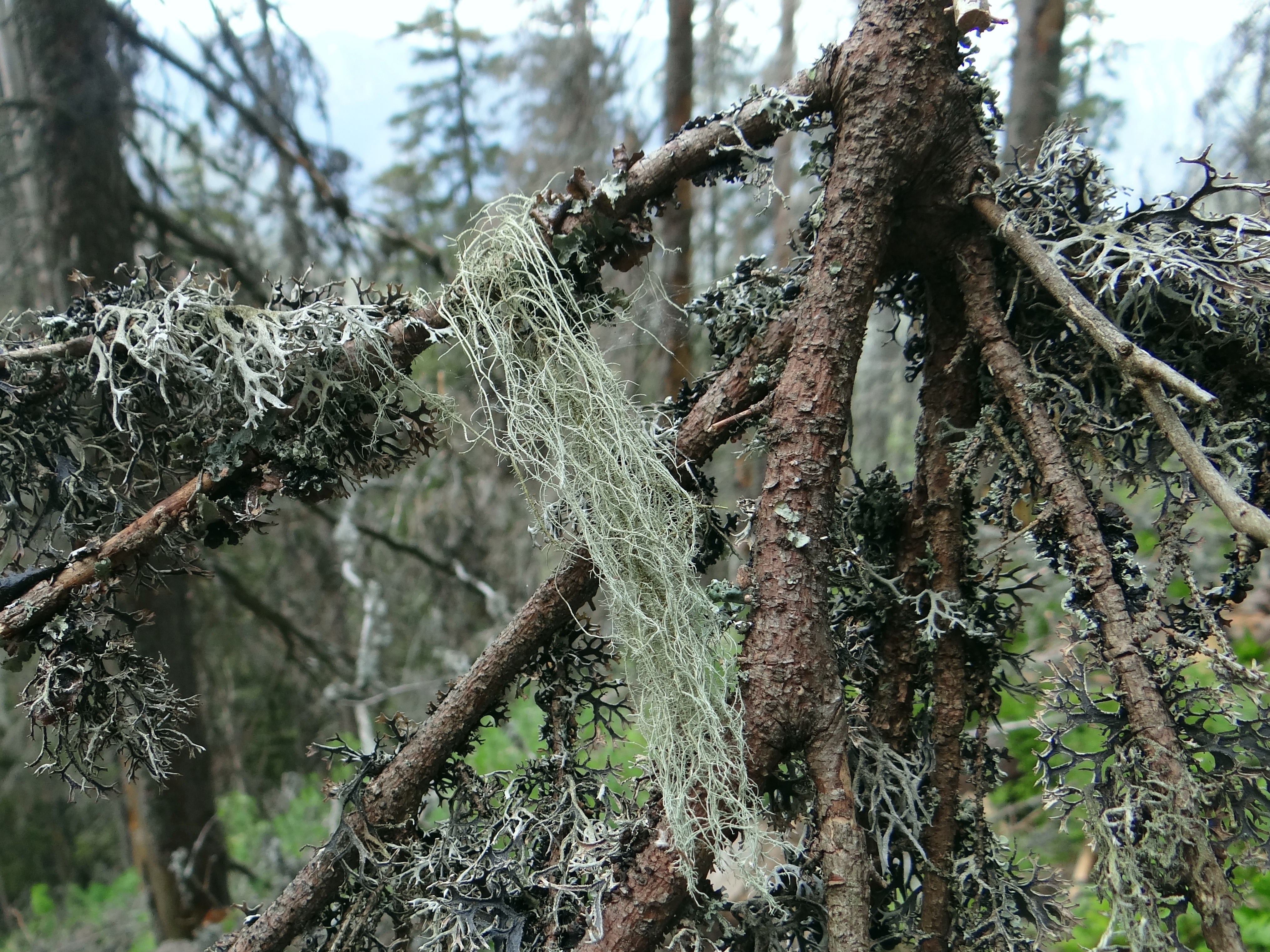